# Nữ thần cây

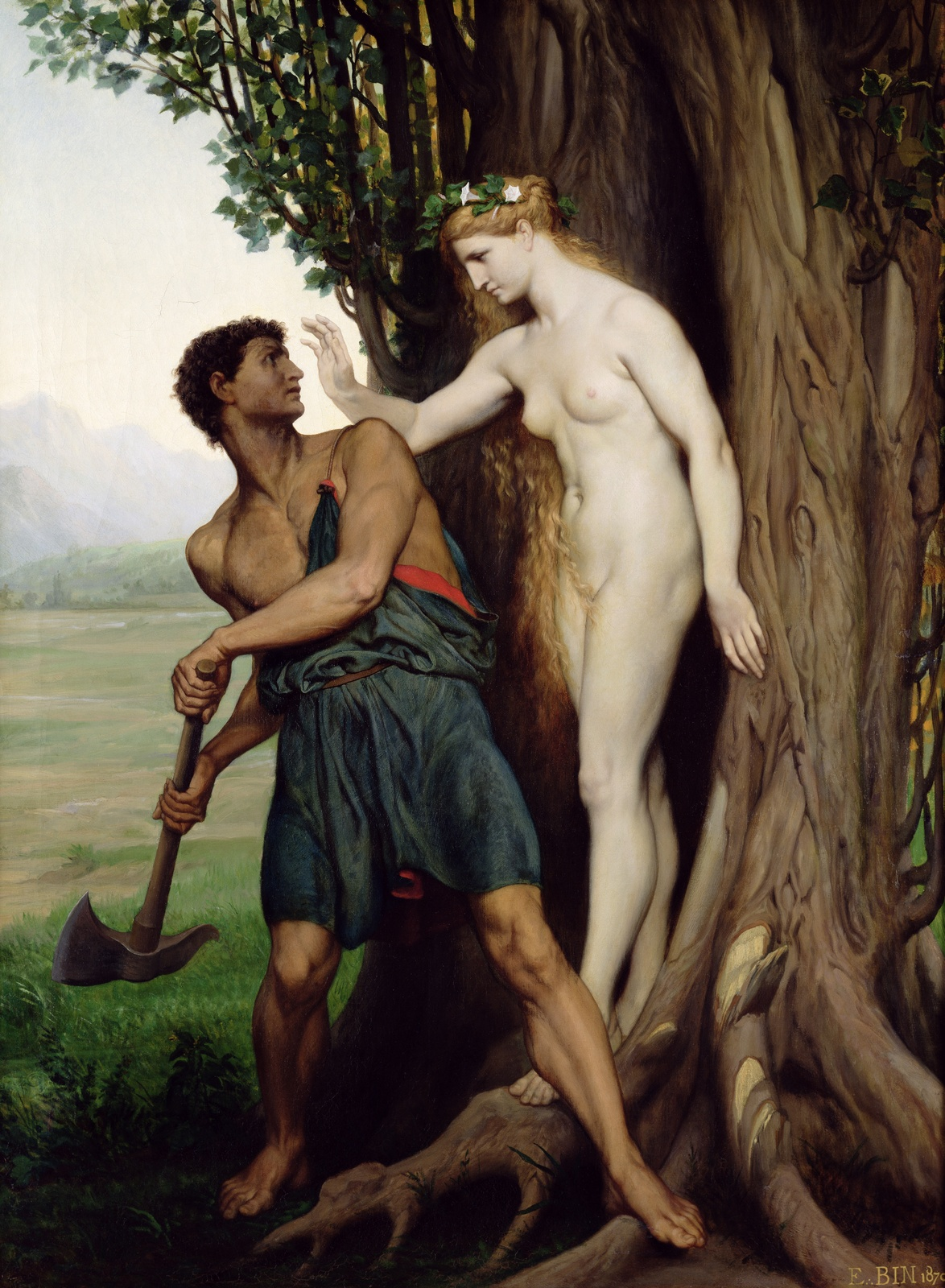
Họa phẩm nữ thần cây đang hiện ra ngăn gã tiều phu đốn ngã thân cây

Nữ thần cây hay Hamadryad (tiếng Hy Lạp: Ἁμαδρυάδες, Hamadryádes) là một thần nữ trong thần thoại Hy Lạp chuyên sống trên cây. Đây là một loại hình cụ thể của những câu chuyện thần thoại và là một loại đặc biệt của nữ thần. Theo thần thoại Hy Lạp thì những Hamadryad được sinh ra từ một cái cây. Một số người tin rằng hamadryad là những cái cây thực thụ. Deipnosophistae của Athenaeus liệt kê tám Hamadryad con gái của Oxylus và Hamadryas gồm:
- Karya
- Balanos
- Kraneia
- Morea
- Aigeiros
- Ptelea
- Ampelos
- Syke